# Tezawe
Tezawe oder Tezawwe (Biblisches Hebräisch תְּצַוֶּה ‚Du sollst befehlen‘) bezeichnet einen Leseabschnitt (Parascha oder Sidra genannt) der Tora und umfasst den Text Exodus/Schemot 27,20–30,10 (27,20-21 , 28 , 29 , 30,1–10 ). Wenn Tezawe mit Schabbat Sachor zusammenfällt, ist der Maftir abweichend Dtn 25,17–19 .
Es handelt sich um die Sidra des 2. oder 3. Schabbats im Monat Adar oder Adar rischon.

## Wesentlicher Inhalt
Wesentlicher Inhalt des Leseabschnittes sind der Befehl an Israel zur Spende von Olivenöl zur dauerhaften Beleuchtung des Stiftszeltes durch Aaron und dessen Söhne, die Priester; die Vorschriften zur Anfertigung der heiligen Priestergewänder, darunter das Efod, über Brustschild, Urim und Tummim und die Vorschriften über Opfer und Einkleidung der Priester am Tage ihrer Amtseinsetzung, über das tägliche Opfer von zwei Lämmern, über den Bau des Räucheraltars, dessen Hörner nur einmal jährlich, und zwar am Jom Kippur, mit Opferblut besprengt werden sollen.

## Haftara
Die zugehörige Haftara ist Ezechiel 43,10–27 ;
am Schabbat Sachor ist es nach aschkenasischem Ritus 1 Sam 15,2–34 ,
nach sephardischem Ritus 1 Sam 15,1–34 .